# 1921年湖南饥荒
1921年湖南饥荒，又稱辛酉春荒，饥民500萬，死者數萬。最嚴重屬湘西一帶，在1921年2月至9月；次之為湘北長沙周邊，在1920年11月至1921年7月。主因是1917－1918年護法戰爭主戰場在湖南，戰爭後駐軍和省政府又苛索田賦。同期有1920年華北大旱災，死者50萬。